# باولو سيتوبال
باولو سيتوبال (بالإنجليزية: Paulo Setúbal)‏ (1893، تاتوي في البرازيل - 4 مايو 1937، ريو دي جانيرو في البرازيل)؛ محامي، كاتب، صحفي، شاعر وروائي برازيلي.